# Kanton Saint-Maur-des-Fossés-Ouest
Kanton Saint-Maur-des-Fossés-Ouest (fr. Canton de Saint-Maur-des-Fossés-Ouest) je francouzský kanton v departementu Val-de-Marne v regionu Île-de-France. Tvoří ho pouze západní část města Saint-Maur-des-Fossés.